# Andreánszky család
A liptószentandrási báró és nemes Andreánszky család az egyik legrégebbi felvidéki eredetű magyar főnemesi család.

## Története
Az eredetük Liptó vármegyébe vezethető vissza, ősei közösek a Detrik, Luby és a Horánszky családokkal. Az első említett felmenőjük Hauk Polku de villa Mogorfalu, akit több okirat is említ 1230 és 1239 között. Az ő fiának négy unokájától származik az említett négy család, az Andreánszky család Lőrinctől. Ennek a Lőrincnek a fiai már Szentandrási néven szerepelnek egy 1357-es keltezésű iraton. 1578-ban már ma is használatos nevükön szerepeltek e család tagjai, ekkor kaptak Liptószentandrás nevű birtokukra is nemesi címerlevelet. Jelenleg a családnak nemesi ága él, a bárói valószínűleg kihalt. A bárói rangot Sándor nyerte 1862-ben a Lipót-rend középkeresztjével együttesen.

## Nevezetes családtagok
- báró Andreánszky Gábor (1848–1908) antiszemita politikus
- báró Andreánszky Gábor (1895–1967) botanikus, paleobotanikus
- báró Andreánszky István (1843–1917) államtitkár
- Andreánszky István (1895–1943) alezredes, a politikatudományok doktora
- Andreánszky István (1911–1989) szociáldemokrata politikus
- báró Andreánszky Sándor (1802–1873) politikus, főispán, ügyvéd